# Miliarder z Ponurych Wzgórz
Miliarder z Ponurych Wzgórz (ang. The Billionaire of Dismal Downs) – komiks Dona Rosy, 9. część serii Życie i czasy Sknerusa McKwacza.
Historię po raz pierwszy opublikowano w 1993 r. w duńskim czasopiśmie Anders And & Co.. Pierwsze polskie wydanie pochodzi z 2000 r.

## Fabuła
Akcja komiksu toczy się w latach 1898–1902 r.
Dzięki odnalezieniu złota w Klondike Sknerus zdobył milion dolarów. Za te pieniądze kupił bank w Whitehorse, który stał się pierwszym z wielu przedsiębiorstw, pracujących na zyski McKwacza. 5 lat później Sknerus, zyskawszy status miliardera, wrócił do Szkocji, by spotkać się z rodziną.
Plany McKwacza obejmują uczynienie z zamku na Ponurych Wzgórzach siedziby jego finansowego imperium. Aby zyskać poważanie wśród miejscowych Szkotów, decyduje się wziąć udział w lokalnych igrzyskach.